# Rodrigo Archubi
Rodrigo Archubi (alias el flaco) (Remedios de Escalada, Argentina, 6 de junio de 1985) es un futbolista argentino. Se desempeña como mediocampista o lateral izquierdo y su equipo actual es Sportivo Dock Sud de la Primera C de Argentina.

## Trayectoria
Debutó en el año 2003 en el Club Atlético Lanús de la Primera División Argentina. El nivel mostrado durante sus inicios en la primera división fue correcto e impulsó su convocatoria a la Selección Sub-20 para la Copa Mundial de Fútbol Juvenil de 2005, habiendo obtenido el título. El punto cúlmine de su carrera en la institución del sur, lo alcanzó en la última fecha del Apertura 2006, cuando con un gol suyo Lanús derrotó por 2 a 1 a Boca Juniors en la Bombonera, negándole el campeonato al club de la ribera y obligándolo a jugar una final con Estudiantes de La Plata que luego ganaría el club platense. Luego de 4 años en el club Atlético Lanús, el jugador es transferido al Olympiakos FC de Grecia a mediados de 2007.
Luego de su paso por el club griego, donde disputó encuentros en el marco de la Champions League, a comienzos de 2008 Diego Pablo Simeone convoca al jugador para incorporarse al Club Atlético River Plate, donde integró el plantel campeón del Clausura 2008. Dueño de una zurda habilidosa, Rodrigo Archubi se destaca como un jugador versátil y polifuncional que además de poseer capacidad goleadora, cuenta con una visión de cancha y una riqueza técnica que lo distinguen. 
Transcurriendo el año 2009, en un encuentro correspondiente al Apertura versus Gimnasia y Esgrima de La Plata, Archubi es convocado para el control antidopaje, en un confuso episodio que aún no queda claro, pero que derivaría en una sanción de tres meses y provocaría que el jugador no volviera a vestir la camiseta de River. Sin embargo, el jugador se mantuvo entrenando sólo en la institución hasta mediados de 2011 en que quedó libre. La transferencia de Europa a River por el volante había sido realizada en 3 millones de euros.
Ya en libertad de acción, a mediados de 2011, su representante Marcos Garzia logra que el volante emigre a la poco competitiva liga de Kuwait en el F.C Kazma. Al terminar su contrato en el F.C Kazma de la primera liga de Kuwait, se incorpora al FC Juventude de la tercera liga de Brasil por medio de Garzia, su mánager, donde no completa la temporada. Para 2012 acuerda su contrato con Boca Unidos de Corrientes, equipo que milita en el Nacional B Argentino. 
Finalizado el vínculo con el club correntino, arriba al Club Sportivo Italiano de la cuarta división del fútbol argentino donde disputó más de 100 (Cien) encuentros vistiendo dicha camiseta, y se consagra campeón de la Primera C logrando el ascenso a la B Metropolitana.

## Clubes
| Club              | País      | Año       |
| ----------------- | --------- | --------- |
| Lanús             | Argentina | 2003-2007 |
| Olympiacos FC     | Grecia    | 2007      |
| River Plate       | Argentina | 2008-2011 |
| Kazma SC          | Kuwait    | 2011-2012 |
| Boca Unidos       | Argentina | 2012-2014 |
| Sportivo Italiano | Argentina | 2014-2018 |
| Sportivo Dock Sud | Argentina | 2018-Act. |

## Títulos
| Título                         | Club                | País         | Año    |
| ------------------------------ | ------------------- | ------------ | ------ |
| Copa Mundial de Fútbol Juvenil | Selección Argentina | Países Bajos | 2005   |
| Primera División               | River Plate         | Argentina    | C-2008 |
| Primera «C»                    | Sportivo Italiano   | Argentina    | 2014   |